# أكشن سوميل
سلجوق أقشين صومل هو مؤرخ تركي مختص بالتاريخ العثماني. تخرج صومل من جامعة أنقرة، كلية العلوم السياسية تخصص العلاقات الدولية. وحصل على درجة الماجستير في التاريخ من جامعة بوغازيتشي في مدينة اسطنبول. والدكتوراة من جامعة بامبرغ في "علم الأتراك وعلم الاجتماع والتاريخ". وألقى محاضرات في جامعة البوسفور وجامعة فرايبورغ وجامعة بيلكنت.
لدى المؤرخ التركي صومل دراسات في مواضيع تاريخية مختلفة، و هو عضو هيئة التدريس في جامعة سابانجه في اسطنبول فسم التاريخ. أعداد تقرير "مدارس الأقليات من الماضي إلى الحاضر: مشاكل وحلول" الذي نشرته مؤسسة التاريخ عام 2013.

## الكتب
للكاتب التركي أقشين صومل مؤلفات وطنية ودولية حول الفكر السياسي العثماني في القرن التاسع عشر والسياسات تجاه المرأة خلال فترة التنظيمات. وله ثمانية كتب في بعض هذه المواضيع، تعتبر أربعة منها مراجع موسوعية في التخصص:
1. تحديث التعليم والمدارس غير الإسلامية في الدولة العثمانية في القرن التاسع عشر.
2. التحول في البيروقراطية العثمانية خلال فترة الإصلاح في البلقان.
3. شرق الأناضول.
4. شبه الجزيرة العربية والعلاقات الرأسمالية.
5. الحركات القومية في البلقان

مراجع المؤلفات

- تحديث التعليم في الدولة العثمانية (1839-1908): الأسلمة والاستبداد والانضباط 2. الطبعة، اسطنبول: منشورات إليتيشيم، أبريل 2015.

- موسوعة الإمبراطورية العثمانية، اسطنبول: منشورات ألفا [الإنجليزية]، يونيو 2014.

- مدارس الأقليات من الماضي إلى الحاضر: مشاكل وحلول اسطنبول: مؤسسة التاريخ، مايو 2013.

- القاموس التاريخي للإمبراطورية العثمانية (الطبعة الثانية المنقحة والموسعة)، لانهام؛ تورونتو؛ بليموث: الصحافة الفزاعة [الإنجليزية]، فبراير 2012.

- تواريخ لا توصف للشرق الأوسط: استعادة الأصوات من القرنين التاسع عشر والعشرين، سينغر، إيمي ونيومان، كريستوف وسوميل، سلجوق أكشين (محررون)، لندن: روتليدج (مجموعة تايلور وفرانسيس)، أغسطس 2010.

- الإمبراطورية العثمانية من الألف إلى الياء، لانهام، ميريلاند، الولايات المتحدة: صحافة الفزاعة، مايو 2010
- تحديث التعليم في الدولة العثمانية (1839-1908): الأسلمة والاستبداد والانضباط، (ترجمة: ينر، عثمان)، اسطنبول: İletişim Yayınları، أبريل 2010.

- القاموس التاريخي للإمبراطورية العثمانية، أكسفورد: مطبعة الفزاعة، يناير 2003.